# Mexico City Challenger 1988
Il Mexico City Challenger 1988 è stato un torneo di tennis facente parte della categoria ATP Challenger Series nell'ambito dell'ATP Challenger Series 1988. Il torneo si è giocato a Città del Messico in Messico dal 14 al 20 novembre 1988 su campi in cemento.

## Vincitori

### Singolare
Tom Mercer ha battuto in finale  Peter Doohan con il punteggio di 6–3, 6–4

### Doppio
Peter Doohan /  Michael Fancutt hanno battuto in finale  George Bezecny /  Tom Mercer con il punteggio di 3–6, 6–4, 6–0